# Болгари в Північній Македонії
Болгари є етнічною меншиною в Північній Македонії. Болгари здебільшого живуть у районі Струмиці, але протягом багатьох років абсолютна більшість південно-східної Північної Македонії проголосили себе македонцями. Місто Струміца та його околиці (включаючи Ново Село) були частиною Болгарського царства між Балканськими війнами та кінцем Першої світової війни, а також під час Другої світової війни. Загальна кількість болгар під час Перепису 2021 року становила 3504 особи або приблизно 0,2%. Близько 97 000 громадян Північної Македонії отримали болгарське громадянство з 2001 року, а близько 53 000 все ще чекають на нього. У період, коли Північна Македонія була частиною Югославії, була також міграція болгар із так званих Західних околиць Сербії.

## Історія

### Середньовіччя та османське панування
Протягом Середньовіччя і аж до початку 20-го століття слов’янськомовну більшість у регіоні Македонія частіше називали (як самі, так і сторонні) болгарами.

### Югославія
| Чисельність і відсоток болгарської етнічної меншини в Македонії з 1948 по 2002 рік | Чисельність і відсоток болгарської етнічної меншини в Македонії з 1948 по 2002 рік | Чисельність і відсоток болгарської етнічної меншини в Македонії з 1948 по 2002 рік | Чисельність і відсоток болгарської етнічної меншини в Македонії з 1948 по 2002 рік | Чисельність і відсоток болгарської етнічної меншини в Македонії з 1948 по 2002 рік | Чисельність і відсоток болгарської етнічної меншини в Македонії з 1948 по 2002 рік | Чисельність і відсоток болгарської етнічної меншини в Македонії з 1948 по 2002 рік | Чисельність і відсоток болгарської етнічної меншини в Македонії з 1948 по 2002 рік | Чисельність і відсоток болгарської етнічної меншини в Македонії з 1948 по 2002 рік | Чисельність і відсоток болгарської етнічної меншини в Македонії з 1948 по 2002 рік | Чисельність і відсоток болгарської етнічної меншини в Македонії з 1948 по 2002 рік | Чисельність і відсоток болгарської етнічної меншини в Македонії з 1948 по 2002 рік | Чисельність і відсоток болгарської етнічної меншини в Македонії з 1948 по 2002 рік | Чисельність і відсоток болгарської етнічної меншини в Македонії з 1948 по 2002 рік | Чисельність і відсоток болгарської етнічної меншини в Македонії з 1948 по 2002 рік | Чисельність і відсоток болгарської етнічної меншини в Македонії з 1948 по 2002 рік | Чисельність і відсоток болгарської етнічної меншини в Македонії з 1948 по 2002 рік | Чисельність і відсоток болгарської етнічної меншини в Македонії з 1948 по 2002 рік | Чисельність і відсоток болгарської етнічної меншини в Македонії з 1948 по 2002 рік |
| Етнічна група                                                                      | Перепис 1948 року                                                                  | Перепис 1948 року                                                                  | Перепис 1953 року                                                                  | Перепис 1953 року                                                                  | Перепис 1961 року                                                                  | Перепис 1961 року                                                                  | Перепис 1971 року                                                                  | Перепис 1971 року                                                                  | Перепис 1981 року                                                                  | Перепис 1981 року                                                                  | Перепис 1991 року                                                                  | Перепис 1991 року                                                                  | Перепис 1994 року                                                                  | Перепис 1994 року                                                                  | Перепис 2002 року                                                                  | Перепис 2002 року                                                                  | Перепис 2021                                                                       | Перепис 2021                                                                       |
| Етнічна група                                                                      | Номер                                                                              | %                                                                                  | Номер                                                                              | %                                                                                  | Номер                                                                              | %                                                                                  | Номер                                                                              | %                                                                                  | Номер                                                                              | %                                                                                  | Номер                                                                              | %                                                                                  | Номер                                                                              | %                                                                                  | Номер                                                                              | %                                                                                  | Номер                                                                              | %                                                                                  |
| ---------------------------------------------------------------------------------- | ---------------------------------------------------------------------------------- | ---------------------------------------------------------------------------------- | ---------------------------------------------------------------------------------- | ---------------------------------------------------------------------------------- | ---------------------------------------------------------------------------------- | ---------------------------------------------------------------------------------- | ---------------------------------------------------------------------------------- | ---------------------------------------------------------------------------------- | ---------------------------------------------------------------------------------- | ---------------------------------------------------------------------------------- | ---------------------------------------------------------------------------------- | ---------------------------------------------------------------------------------- | ---------------------------------------------------------------------------------- | ---------------------------------------------------------------------------------- | ---------------------------------------------------------------------------------- | ---------------------------------------------------------------------------------- | ---------------------------------------------------------------------------------- | ---------------------------------------------------------------------------------- |
| Болгари                                                                            | 889                                                                                | 0,1                                                                                | 920                                                                                | 0,1                                                                                | 3,087                                                                              | 0,2                                                                                | 3,334                                                                              | 0,2                                                                                | 1984                                                                               | 0,1                                                                                | 1370                                                                               | 0,1                                                                                | 1,682                                                                              | 0,1                                                                                | 1,417                                                                              | 0,1                                                                                | 3,504                                                                              | 0,2                                                                                |

До балканських воєн більшість слов'янського населення всіх трьох частин ширшого регіону Македонії мала болгарську ідентичність.  У 1913 році регіон сучасної Республіки Північна Македонія увійшов до складу Королівства Сербія, таким чином ставши Південною Сербією. Під час Першої та Другої світових воєн, коли більшість регіонів Македонії були анексовані Болгарією, серед слов'янської більшості все ще існували проболгарські настрої. Однак жорстоке поводження з боку окупаційних болгарських військ значно послабило проболгарську орієнтацію македонських слов'ян. Після закінчення Другої світової війни, створення Народної Республіки Македонія та кодифікації нової македонської мови, почався процес етногенезу, і окрема національна македонська ідентичність була утворена у встановлену систему. Нова югославська влада розпочала політику усунення будь-якого болгарського впливу, зробивши Північну Македонію зв’язуючою ланкою для створення нової Балканської комуністичної федерації та створивши чітку слов’янську свідомість, яка надихнула б ідентифікацію з Югославією. Влада вжила також репресивних заходів, спрямованих на подолання болгарської національної ідентичності населення, як-от Криваве Різдво 1945 року. У Північній Македонії болгарофобія зросла майже до рівня державної ідеології, і комуністам вдалося усунути весь болгарський вплив у регіоні. У період між 1945 і 1991 роками, коли Північна Македонія була частиною Югославії, також відбулася міграція болгарського населення з СР Сербії до СР Македонії. Кількість цих мігрантів неофіційно оцінюється в 20 тисяч.

### Падіння комунізму до наших днів
До того часу, коли тодішня Республіка Македонія проголосила свою незалежність, тих, хто продовжував дивитися на Болгарію, було дуже мало. Близько 3 000-4 000 людей, які дотримувалися своєї болгарської ідентичності (більшість зі Струмиці та околиць), зустріли велику ворожість серед влади та решти населення. З падінням комунізму ворожість зменшилася, але все ще залишається. Окремі судові процеси над булгарофілами тривають до сьогодні. У період 2002-2020 років близько 90 000 громадян Північної Македонії отримали болгарське громадянство (що становить понад 5% етнічних македонців у країні за переписом населення 2002 року), майже всі вони отримали за походженням і завжди на 1 місце за отриманим громадянством у кожній країні. 11 грудня 2020 року в парламенті міністр юстиції Болгарії Десіслава Ахладова повідомила, що з 1 січня 2010 року по 22 жовтня 2020 року було відкрито 77 829 справ про набуття болгарського громадянства громадянами Північної Македонії, 77 762 з них на підставі декларованих документів. Болгарське походження.
| Рік       | Період                | Отримали громадянство | Позиція |
| --------- | --------------------- | --------------------- | ------- |
| 2002-2012 | 22.01.2002-15.01.2012 | 44,211                | 1       |
| 2012      | 23.01.2012-22.01.2013 | 8,185                 | 1       |
| 2013      | 23.01.2013-22.01.2014 | 4,388                 | 1       |
| 2014      | 01.01.2014-31.12.2014 | 1,874                 | 1       |
| 2015      | 01.01.2015-31.12.2015 | 4,315                 | 1       |
| 2016      | 01.01.2016-31.12.2016 | 6,196                 | 1       |
| 2017      | 14.01.2017-31.12.2017 | 1150                  | 1       |
| 2018      | 01.01.2018-31.12.2018 | 3,619                 | 1       |
| 2019      | 01.01.2019-31.12.2019 | 5,628                 | 1       |
| 2020      | 01.01.2020-31.12.2020 | 9,098                 | 1       |
| 2021      | 01.01.2021-31.12.2021 | 7,696                 | 1       |
| Усього    | 22.01.2002-31.12.2021 | 96360                 | 1       |

За словами президента Болгарії Румена Радева, у 2021 році близько 120 000 громадян Македонії мали болгарські паспорти, тому Болгарія наполягає на включенні їх до конституції Північної Македонії, де вже перераховані албанці, серби, боснійці, турки та цигани.

## Політика
Болгари в Північній Македонії не мають власних політичних партій, але все ж ведуть політичну діяльність. Багато політиків виявили свою приналежність до Болгарії після того, як залишили політичну сцену, наприклад Любчо Георгієвський.

### Асоціація Радко
Асоціація Радко — нелегальна болгарська політична організація в Північній Македонії. Асоціація "Радко" була зареєстрована в Охриді в 2000 році. У 2001 році Конституційний суд Північної Македонії заборонив організацію Radko як «пропагування расової та релігійної ненависті та нетерпимості».  Асоціація названа на честь змовницького псевдоніма Івана Михайлова, лідера Внутрішньої македонської революційної організації під час міжвоєнного періоду. В офіційній македонській історіографії Михайлов є терористом і болгарським шовіністом . У 2009 році Європейський суд з прав людини в Страсбурзі засудив Північну Македонію за порушення Європейської конвенції з прав людини в цій справі. 